# Adamovské Kochanovce
Adamovské Kochanovce este o comună slovacă, aflată în districtul Trenčín din regiunea Trenčín. Localitatea se află la altitudinea de 210 m deasupra n.m., se întinde pe o suprafață de 9,66 km2 și în 2017 număra 855 de locuitori.

## Istoric
Localitatea Adamovské Kochanovce este atestată documentar din 1332.

## Demografie
| An:                | 1994 | 2004   | 2014   | 2024   |
| ------------------ | ---- | ------ | ------ | ------ |
| Număr de persoane: | 760  | 784    | 841    | 881    |
| Diferență:         |      | +3,15% | +7,27% | +4,75% |

| An:                | 2023 | 2024 |
| ------------------ | ---- | ---- |
| Număr de persoane: | 881  | 881  |
| Diferență:         |      | +0%  |